# Тимкапауль
Тимкапауль — упразднённый посёлок в Советском районе Ханты-Мансийского автономного округа — Югры. Располагался посёлок на межселенной территории, в прямом подчинении муниципальному району.

## Климат
Климат резко континентальный, зима суровая, с сильными ветрами и метелями, продолжающаяся семь месяцев. Лето относительно тёплое, но быстротечное.

## Население
| 1989 | 2002 | 2010 |
| ---- | ---- | ---- |
| 9    | ↘5   | ↘0   |